# Милькович, Иван
И́ван Ми́лькович (серб. Иван Миљковић / Ivan Miljković, 13 сентября 1979 года, Ниш) — сербский волейболист, игрок сборных Югославии (Сербии и Черногории) и Сербии, чемпион летних Олимпийских игр в Сиднее-2000.

## Спортивная карьера
Профессиональная карьера Ивана Мильковича началась в 1997 году в белградском «Партизане». 4 октября 1998 года в Японии он провёл первый матч за сборную Югославии, в ноябре того же года выиграл серебряную медаль чемпионата мира.
На Олимпийских играх 2000 года в Сиднее 21-летний Милькович, самый молодой в составе югославской сборной, стал самым результативным игроком финального матча против сборной России, набрав для своей команды 19 очков, в том числе последнее, завершившее третью партию и матч победой сборной Югославии.
Став олимпийским чемпионом, Иван продолжил клубную карьеру в Италии. В течение семи сезонов он выступал за команду «Лубе» (Мачерата), с которой выиграл два Кубка Италии, Лигу чемпионов, три Кубка CEV, а в сезоне-2005/06 — скудетто и приз самому результативному игроку итальянского чемпионата.
В 2007 году он перешёл в «Рому», но из-за банкротства этого клуба в июле 2008 года подписал двухлетний контракт с греческим «Олимпиакосом». Летом 2010 года перешёл в турецкий «Фенербахче».
В играх за сборную Югославии, Сербии и Черногории, Сербии Иван Милькович заслужил репутацию одного из сильнейших диагональных нападающих конца XX — начала XXI века. За максимальную эффективность и стабильность в нападении, мощную подачу и психологическую устойчивость получил прозвище «Иван Грозный». Он побеждал в споре самых результативных игроков на двух чемпионатах Европы и шести розыгрышах Мировой лиги, что является рекордом этого турнира.
В 2001 и 2011 годах Милькович становился чемпионом Европы и на обоих чемпионатах признавался самым ценным игроком. Второй титул он завоевал, будучи капитаном сборной Сербии. В марте 2012 года Иван Милькович объявил о завершении карьеры в национальной сборной.
В сезоне-2015/16 выступал в Италии за «Лубе» (Чивитанова-Марке), затем вновь вернулся в Турцию, став игроком «Халкбанка» из Анкары. В мае 2017 года завершил карьеру игрока.

## Статистика
Почти на всех турнирах в составе югославской и сербской сборных Иван Милькович входил в тройку лучших бомбардиров. Только на Олимпиаде в Афинах его личный результат оказался невысоким: на тех Играх Милькович из-за болезни провёл три матча из шести.
| Результативность Ивана Мильковича на топ-турнирах XXI века | Результативность Ивана Мильковича на топ-турнирах XXI века | Результативность Ивана Мильковича на топ-турнирах XXI века | Результативность Ивана Мильковича на топ-турнирах XXI века |
| Год                                                        | Соревнование                                               | Очки (атака, блок, подача)                                 | Место в рейтинге                                           |
| ---------------------------------------------------------- | ---------------------------------------------------------- | ---------------------------------------------------------- | ---------------------------------------------------------- |
| 2001                                                       | Чемпионат Европы                                           | 156 (127, 15, 14)                                          | 1                                                          |
| 2002                                                       | Чемпионат мира                                             | 150 (124, 19, 7)                                           | 2                                                          |
| 2003                                                       | Чемпионат Европы                                           | 108 (88, 10, 10)                                           | 5                                                          |
| 2004                                                       | Олимпийские игры                                           | 52 (41, 3, 8)                                              | 30                                                         |
| 2005                                                       | Чемпионат Европы                                           | 146 (125, 10, 11)                                          | 1                                                          |
| 2006                                                       | Чемпионат мира                                             | 217 (205, 10, 2)                                           | 2                                                          |
| 2007                                                       | Чемпионат Европы                                           | 157                                                        | 1                                                          |
| 2008                                                       | Олимпийские игры                                           | 122 (106, 9, 7)                                            | 3                                                          |
| 2009                                                       | Чемпионат Европы                                           | 134 (117, 7, 10)                                           | 3                                                          |
| 2010                                                       | Чемпионат мира                                             | 168 (152, 6, 10)                                           | 2                                                          |
| 2011                                                       | Чемпионат Европы                                           | 112 (101, 6, 5)                                            | 2                                                          |

## Достижения

### Со сборной
- Чемпион Игр XXVII Олимпиады (2000).
- Серебряный (1998) и бронзовый (2010) призёр чемпионатов мира.
- Чемпион Европы (2001, 2011), бронзовый (1999, 2005, 2007) призёр чемпионатов Европы.
- Бронзовый призёр Всемирного Кубка чемпионов (2001).
- Бронзовый призёр Кубка мира (2003).
- Серебряный (2003, 2005, 2008, 2009) и бронзовый (2002, 2004) призёр Мировой лиги.

### С клубами
- Чемпион Италии (2005/06), бронзовый призёр чемпионата Италии (2002/03, 2003/04, 2015/16).
- Обладатель Кубка Италии (2000/01, 2002/03), финалист Кубка Италии (2007/08).
- Обладатель Суперкубка Италии (2006).
- Чемпион Греции (2008/09, 2009/10).
- Обладатель Кубка Греции (2008/09), финалист Кубка Греции (2009/10).
- Чемпион Турции (2010/11, 2011/12, 2016/17), серебряный призёр чемпионата Турции (2013/14).
- Обладатель Кубка Турции (2011/12), финалист Кубка Турции (2010/11, 2013/14, 2016/17).
- Обладатель Суперкубка Турции (2011, 2012).
- Победитель Лиги чемпионов (2001/02), бронзовый призёр Лиги чемпионов (2015/16).
- Обладатель Кубка CEV (2000/01, 2004/05, 2005/06, 2007/08), финалист Кубка CEV (2002/03).
- Обладатель Кубка вызова (2013/14).

### Личные
- MVP чемпионатов Европы (2001, 2011).
- Самый результативный игрок чемпионатов Европы (2001, 2007).
- Лучший подающий чемпионата Европы (2005).
- MVP «Финала четырёх» Мировой лиги (2005).
- Самый результативный игрок финальных раундов Мировой лиги (2001, 2002, 2003, 2005, 2008, 2009).
- Лучший подающий «Финала четырёх» Мировой лиги (2005).
- MVP и лучший блокирующий «Финала четырёх» Кубка CEV (2005/06).
- Лучший нападающий «Финала четырёх» Кубка CEV (2007/08).
- MVP финала Кубка вызова (2013/14).
- Участник Матчей звёзд Италия — сборная мира (2000, 2002).
- Самый результативный игрок чемпионата Италии (2005/06).